# 平和通駅
平和通駅（へいわどおりえき）は、福岡県北九州市小倉北区堺町一丁目にある、北九州高速鉄道（北九州モノレール）小倉線の駅。「魚町商店街前」の副駅名が設定され、駅名標にも記載されている。駅番号は「02」。

## 歴史
- 1985年（昭和60年）1月9日：小倉駅（初代）として開業[1]。
- 1998年（平成10年）4月1日：JR小倉駅ビル内へ路線延伸したため途中駅となり、平和通駅と改称[1]。
- 2015年（平成27年）10月1日：ICカード「mono SUGOCA」の利用が可能となる[2]。

## 駅構造
島式ホーム1面2線のを持つ高架駅である。
開業当初はこの駅が起点であった歴史上の経緯から、小倉駅 - 平和通駅間は単線並列となっており、当駅の下り側にポイントが設置されている。そのため当駅ではそれぞれのホームの上り・下りの区別がなく、乗車時には発車標で方向を確認する必要がある。

### のりば
| 番線 | 路線    | 行先       |
| ---- | ------- | ---------- |
| 1・2 | ■小倉線 | 小倉方面   |
| 1・2 | ■小倉線 | 企救丘方面 |

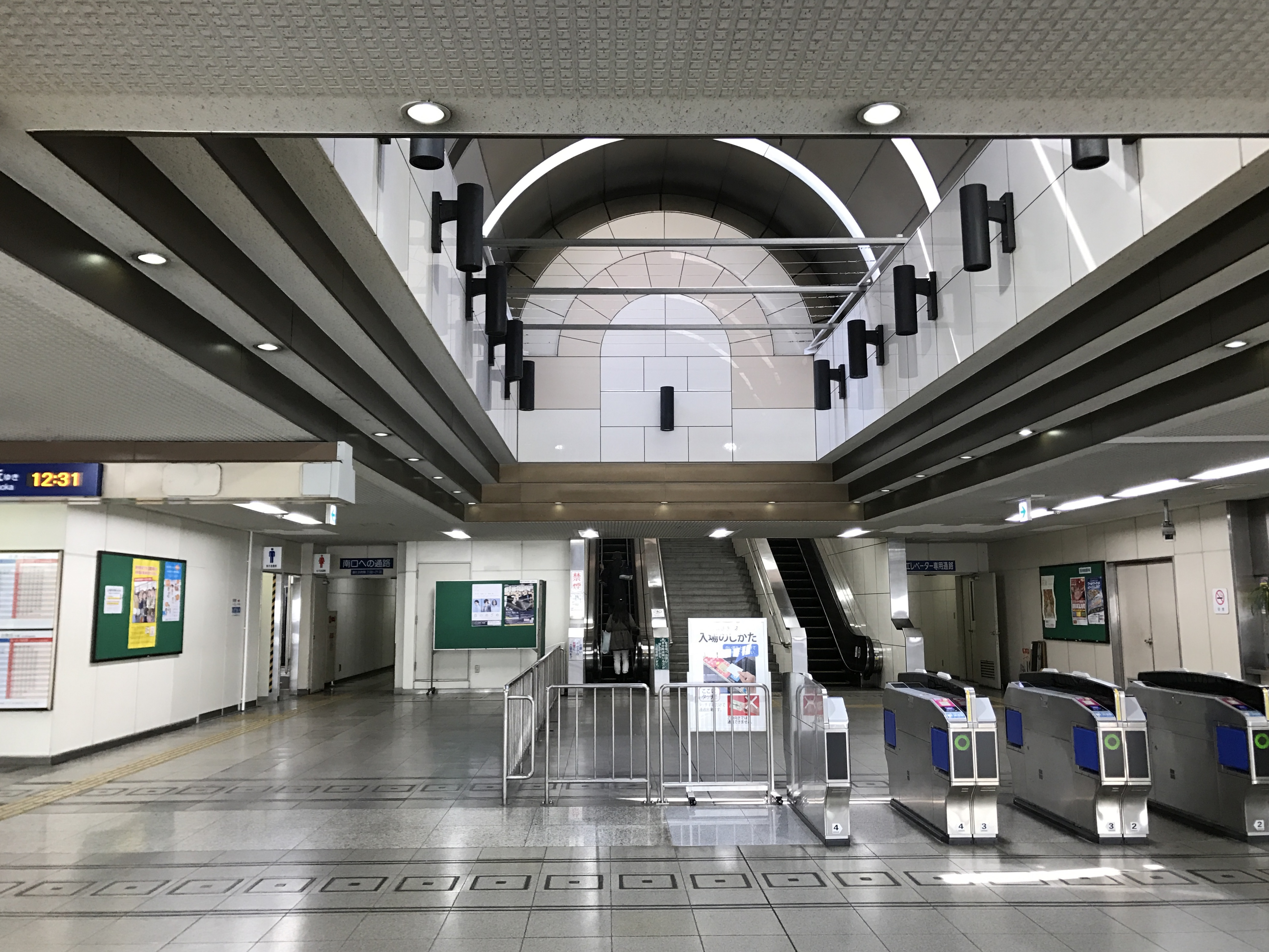
改札口（2017年3月）
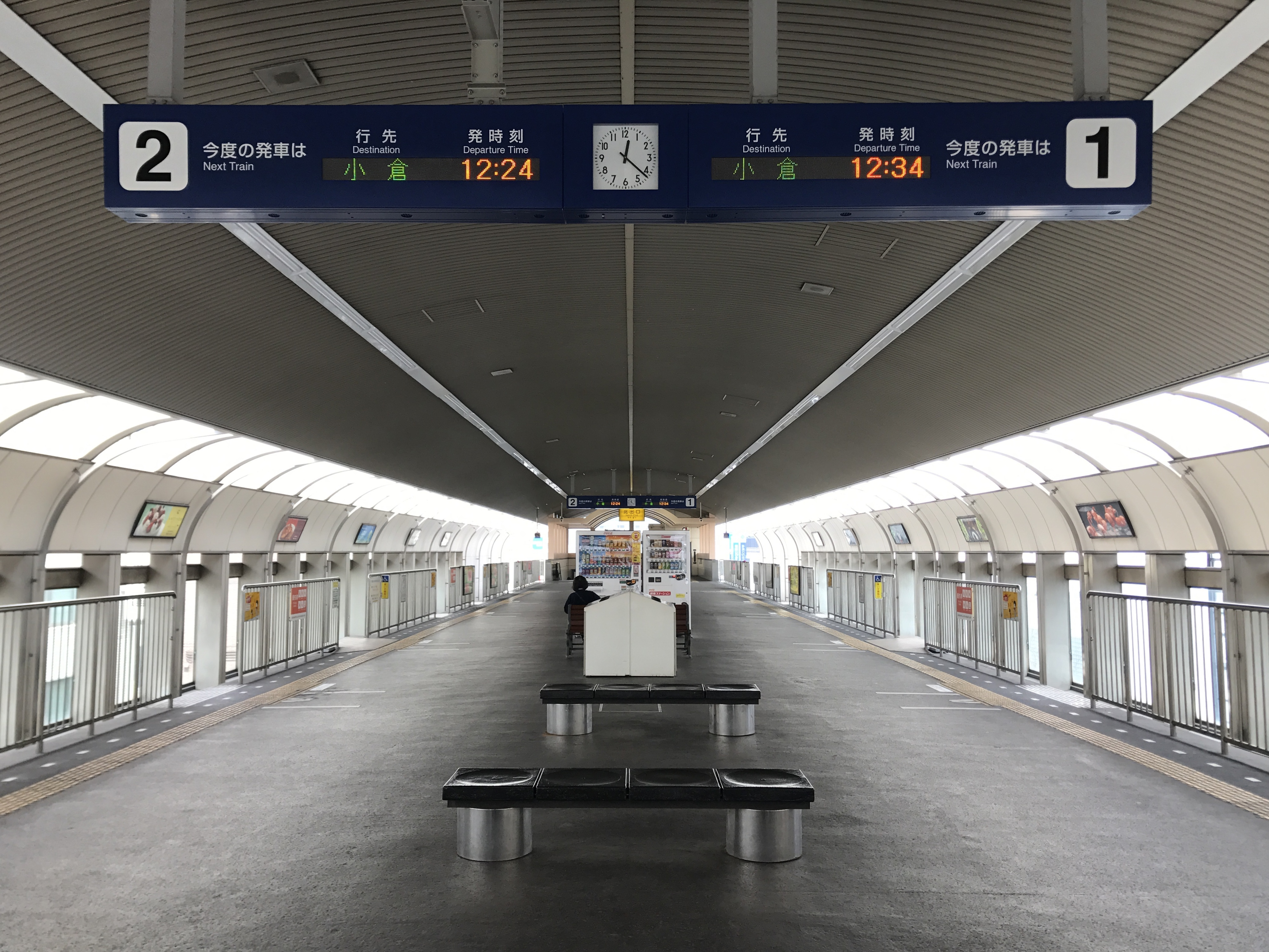
ホーム（2017年3月）
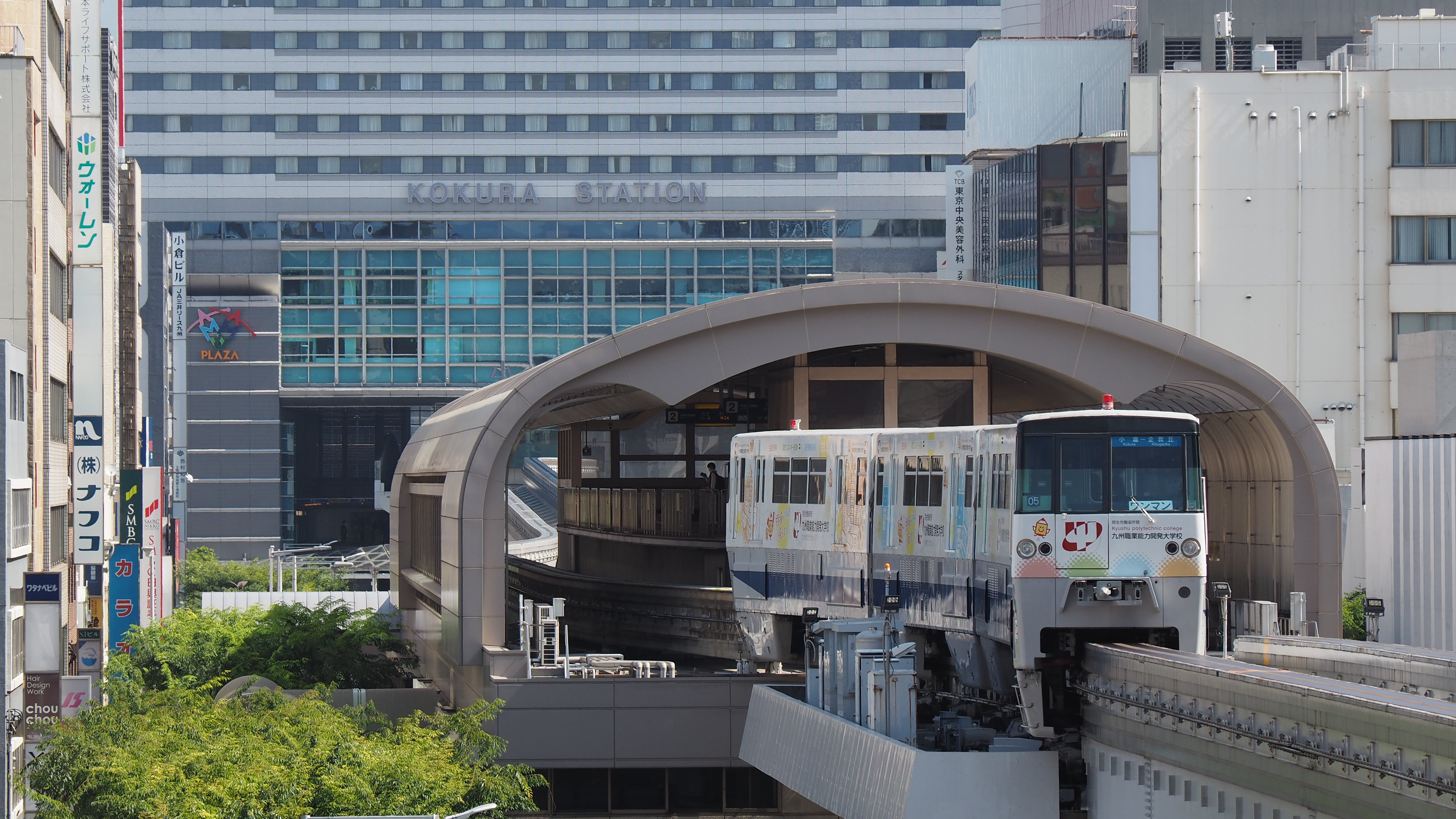
南から見た平和通駅（2023年5月）

## 利用状況
2019年度の1日平均乗降人員は6,665人である。

## 駅周辺

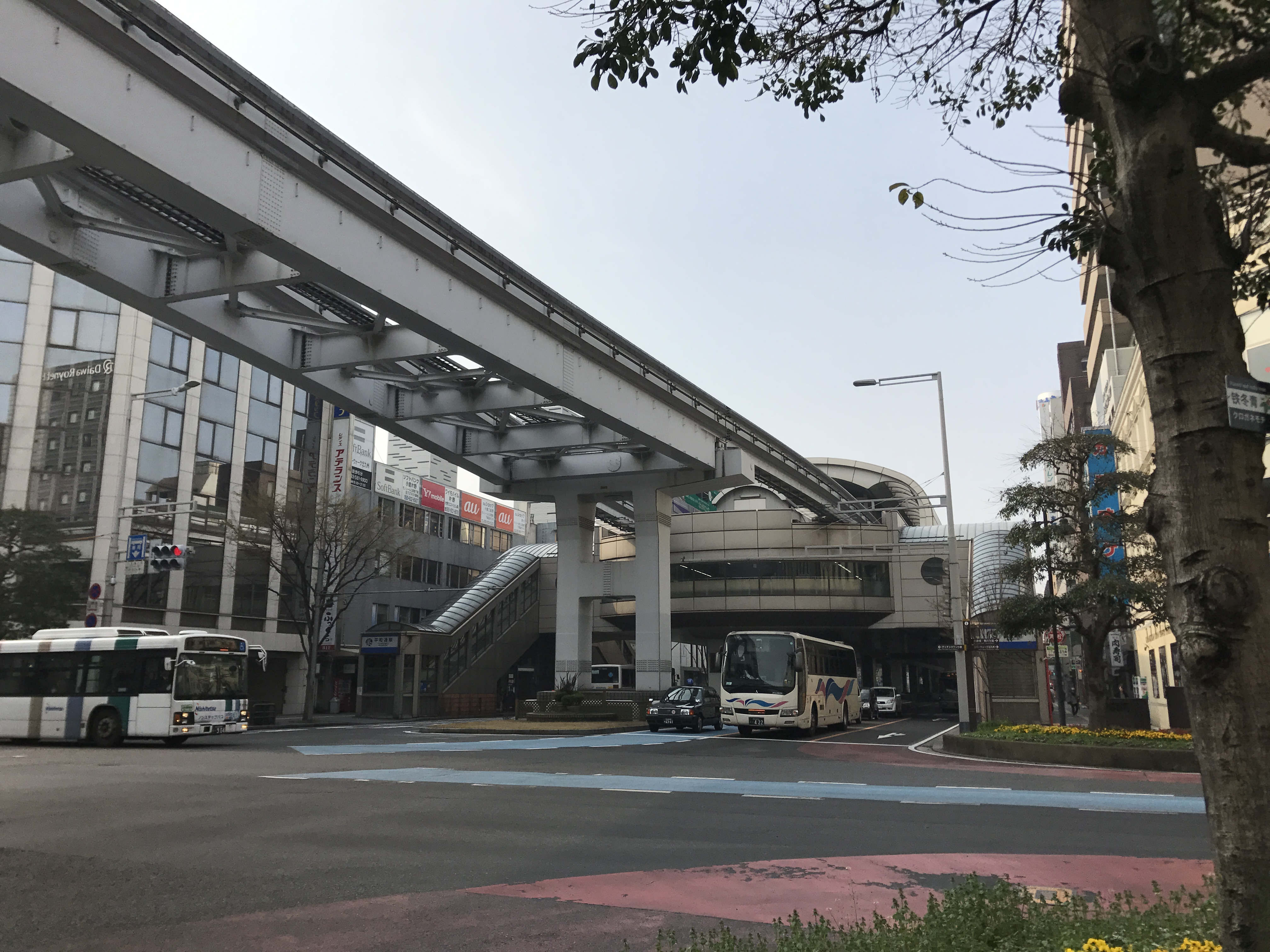
駅付近（2017年3月）

- 魚町銀天街
- 旦過市場
- 松本清張記念館
- チャチャタウン小倉
- 砂津バスセンター
- 北九州市役所
- 小倉城
- リバーウォーク北九州
  - 北九州芸術劇場
  - 北九州市立美術館分館
- 小倉井筒屋
- 日本銀行北九州支店
- 三井住友銀行北九州支店
- 三井住友信託銀行北九州支店
- 北九州銀行本店
- 十八親和銀行北九州支店
- 十八親和銀行小倉支店
- 大分銀行小倉支店
- 肥後銀行北九州支店
- 西京銀行小倉支店
- 佐賀銀行小倉支店
- 福岡ひびき信用金庫小倉支店
- 西日本新聞社北九州本社
- 毎日新聞西部本社
- ナフコ本社
- 英進館小倉本館
- 北九州市立小倉中央小学校
- 森鷗外旧居
- 北九州市水環境館
- ダイワロイネットホテル 小倉駅前

## 隣の駅
北九州高速鉄道
■小倉線
小倉駅(01) - 平和通駅(02) - 旦過駅(03)